# Llau de la Gargalla
La llau de la Gargalla és una llau del terme de Conca de Dalt, al Pallars Jussà, dins de l'antic terme d'Hortoneda de la Conca, en terres del poble d'Hortoneda.
Es forma a 1.100 m. alt. al sud de la Portella, a la part occidental de la Serra de Pessonada, des d'on davalla cap al nord fins a abocar-se en la Llau dels Carants, al sud-oest de l'Abeurada.